# Пепелно
Пепелно (словен. Pepelno) је насељено место у општини Цеље, Савињска регија, Словенија.

## Историја
До територијалне реорганизације у Словенији било је у саставу старе општине Цеље.

## Становништво
У попису становништва из 2011. године, Пепелно је имало 109 становника.
| Број становника према пописима | Број становника према пописима | Број становника према пописима |
| ------------------------------ | ------------------------------ | ------------------------------ |
| 1991                           | 2002                           | 2011                           |
| 113                            | 117                            | 109                            |

Напомена: Године 1982. увећано за насеље Заврх при Галицији који је укинут.